# Antonio Pedreira
Antonio Pedreira Andrade (La Coruña, 1949 – Madrid, 11 de agosto de 2015) fue un magistrado español, especialmente conocido por haber ejercido como instructor del llamado Caso Gürtel.

## Biografía
Nacido en La Coruña en 1949, fue el primogénito de la familia Pedreira Andrade. Su padre Antonio Pedreira, natural de Cerceda (La Coruña), ejerció como abogado en La Coruña cuando Alfonso Molina era alcalde de la ciudad. Estudió Derecho en la Universidad de Santiago de Compostela. Ha sido magistrado del Tribunal Superior de Justicia de Madrid desde 1989, cargo al que fue propuesto por la Comunidad de Madrid después de haber trabajado durante 17 años como letrado del Ayuntamiento de Madrid en el Instituto de Previsión y 15 como profesor titulado de la UNED de Derecho Civil. Falleció el 11 de agosto de 2015 en una residencia sanitaria del norte de Madrid, donde se encontraba hospitalizado por un accidente cerebral.
Casado y con dos hijos, le diagnosticaron la enfermedad de Parkinson en 1989.

### Juez instructor del caso Gürtel
Pedreira fue el instructor, después de Baltasar Garzón y antes de Pablo Ruz, del caso Gürtel. El 27 de julio de 2011 la Sala de lo Civil y Penal del Tribunal Superior de Justicia de Madrid (TSJM) acordó considerar firme la inhibición presentada el 8 de junio por el magistrado Pedreira y devolver así la investigación al Juzgado número 5 de la Audiencia Nacional, cuyo titular es el magistrado Pablo Ruz.

### Caso de los contratos irregulares para la visita del Papa a Valencia
En abril de 2012 el presidente del Tribunal Superior de Justicia de Madrid, Francisco Vieira abrió un expediente al juez Pedreira, por la no tramitación de una cuestión de competencia negativa ante el Tribunal Supremo para dilucidar qué órgano —si el Tribunal Superior de Madrid o el de Valencia— debía investigar el cohecho que Anticorrupción atribuye a Pedro García, ex director general de Canal 9 con relación a los contratos irregulares para la visita del Papa a Valencia en julio de 2006.

### Otros cargos y honores
Fue miembro del Comité Científico de la Asociación Española de Derecho Sanitario, comité al que también pertenece el profesor de derecho penal Miguel Bajo, abogado de Luis Bárcenas, extesorero del Partido Popular. Fue presidente de la Asociación Parkinson Madrid desde julio de 2009 hasta su fallecimiento.